# Inner Circle (aplicativo)
Inner Circle é um aplicativo de namoro global, lançado em 2012 na Holanda. O Inner Circle é uma comunidade de membros feita para encontros, onde é possível se conectar com pessoas dentro e fora das telas, em experiências desenhadas para a comunidade. Construído na premissa de que "os opostos não se atraem", o Inner Circle acredita que conexões genuínas são baseadas em interesses e estilos de vida compartilhados. Para isso, uma equipe interna realiza uma verificação cuidadosa para garantir a entrada de pessoas que têm mais em comum do que simplesmente estarem solteiras.

## História
Os fundadores procuravam um lugar onde pudessem conhecer pessoas com as mesmas afinidades, que frequentam os mesmos círculos. Em vez disso, encontraram sites de namoro duvidosos, com perfis vazios e impessoais, e assim, tomaram uma decisão: criaram esse espaço por conta própria e o chamaram de Inner Circle. Construído organicamente e sem financiamento, o Inner Circle é uma empresa holandesa que se expandiu de forma global e agora possui uma comunidade composta por mais de 7,2 milhões de membros ao redor do mundo, e ganhou popularidade no Brasil e em toda a América Latina.

## Formato
Além de selecionar a mentalidade e o estilo de vida semelhantes, o processo de inscrição completo garante que todos os perfis sejam genuínos. Portanto, as pessoas precisam passar por uma verificação facial. Após a conclusão desta verificação, os usuários precisam selecionar seis estilos de vida e dar detalhes sobre um deles. Com o perfil aprovado, os usuários podem utilizar as funcionalidades para se conectar e encontrar pessoas que compartilham dos mesmos interesses, assim como receber convites para eventos fora do app. De modo a ter um controle maior da segurança, a equipe revisa regularmente perfis aleatoriamente para garantir que todos estejam de acordo com as diretrizes da comunidade.

## Acesso
A participação na comunidade do Inner Circle é possível mediante o envio de um cadastro para aprovação, que passa pela verificação de uma equipe interna, garantindo a entrada de pessoas que frequentam os mesmos círculos. Uma vez aprovados, os usuários entram como membros básicos na comunidade e têm acesso limitado aos recursos do app — é possível usar botão gosto para dar like em perfis e, ao convidar amigos para o app, também trocar mensagens. Para desbloquear todas as funcionalidades — como o chat de mensagens e os filtros avançados — é necessário adquirir uma assinatura paga.Como membro premium, o usuário tem uma experiência diferente podendo receber convites para eventos offline.

## Eventos
Desde o primeiro dia, o Inner Circle oferece eventos para a comunidade se conectar fora das telas, para conhecer pessoas através de interesses em comum. De acordo com o Inner Circle, seus eventos "não são eventos que você encontraria todos os dias. E definitivamente não são os típicos eventos de speed-dating que você esperaria de outros aplicativos de namoro."